# Fogoneu
El fogoneu és una varietat de cep negra, de pàmpols petits, sarments primes, gotims compactes i espessos, i grans no gaire grossos.
Anomenat també fogonet o fogonetxo, el nom és un diminutiu de «fogó». És una varietat autòctona de Mallorca utilitzada en els vins negres de la DO Pla i Llevant i en el vi de la terra de Formentera.
No és una varietat autofèrtil, per la qual cosa se sol trobar en plantacions mixtes amb altres variatets polinitzadores com el callet.
El vi elaborat amb raïm fogoneu és de poca graduació i poca aroma.